# Gorilla Monsoon (groupe)
Pour l’article homonyme, voir Gorilla Monsoon.
Gorilla Monsoon est un groupe de stoner doom allemand, originaire de Dresde. Le premier album du groupe, intitulé Damage King, a été enregistré pendant l'été 2005 au GCF Laboratory-Studio de Dresde, et est sorti l'année suivante, avant une tournée en compagnie de Metal Church.

## Biographie
Le groupe se forme en 2001 et fait son premier concert le 21 juillet au Heavy Duty. Après sa victoire au Wacken Metal Battle 2005, le groupe signe avec le label Armageddon Music. Le premier album du groupe, intitulé Damage King, est enregistré pendant l'été 2005 au GCF Laboratory-Studio de Dresde, et sort l'année suivante, en 2006, avant une tournée en compagnie de Metal Church. Le deuxième album, intitulé Extermination Hammer, est publié le 17 novembre 2008 sur Wacken Records. Le groupe par ensuite en tournée avec Trouble.
En janvier 2010, Gorilla Monsoon et Lay Down Rotten sont invités par Disbelief à une tournée commune en Allemagne. Au début de 2011, le guitariste Phil quitte le groupe et est remplacé par K.K., ancien guitariste de Ganymed et Artless. En 2015, le groupe publie l'album Firegod - Feeding the Beast au label Supreme Chaos Records en format digipack ; il est cependant moyennement accueilli par la presse spécialisée,.

## Membres

### Membres actuels
- Drumster - batterie (depuis 2001)[2]
- Jack Sabbath - chant, guitare (depuis 2001)[2]
- Chris - basse (depuis 2003)[2]
- KK - guitare (depuis 2011)[2]

### Anciens membres
- Whiskey - basse[2]
- Connie « Stringster » - basse[2]
- Phil - guitare[2]
- Cleaner - chant[2]
- SB - chant[2]
- The Hunter - chant[2]

## Discographie
- 2001 : Deflowered World (démo)
- 2003 : …Demonstrating Heavieness (démo)
- 2005 : A Lesson in Darkness (split 10" avec Weed in the Head)
- 2006 : Damage King (Armageddon Music)
- 2007 : Four to Conquer (EP, Armageddon Music)
- 2008 : Extermination Hammer (Wacken Records)
- 2015 : Firegod - Feeding the Beast (Supreme Chaos Records)